# Andrés Germán Otero
Andrés Germán Otero (Venezuela-Ídem, 9 de septiembre de 1976) fue un ingeniero venezolano. Fue ministro de Hacienda de Rómulo Betancourt y de Raúl Leoni.

## Biografía
Se graduó como ingeniero mecánico en el Stevens Institute of Technology en 1930 e hizo un máster en la Universidad Harvard, en Estados Unidos.
En 1932 trabajó en Rusia en la construcción de una planta para la Ford Motor Company.
En 1936 el presidente Eleazar López Contreras lo nombró director del Laboratorio Nacional, parte del Ministerio de Fomento.
Fue profesor de matemáticas en la Facultad de Farmacia de la Universidad Central de Venezuela entre 1940 y 1942. Fue director de la Corporación Venezolana de Fomento entre 1947 y 1948. En 1961 fue nombrado ministro de Hacienda por el presidente Rómulo Betancourt. Tuvo un plan que consistió en reducir los gastos corrientes nacionales, aumentar los ingresos a través de un incremento de la tributación y estimular la inversión. En 1964 fue ratificado para el cargo por el presidente Raúl Leoni.